# Elasmus mordax
Elasmus mordax är en stekelart som beskrevs av Girault 1917. Elasmus mordax ingår i släktet Elasmus och familjen finglanssteklar. Inga underarter finns listade i Catalogue of Life.